# 破坏行动

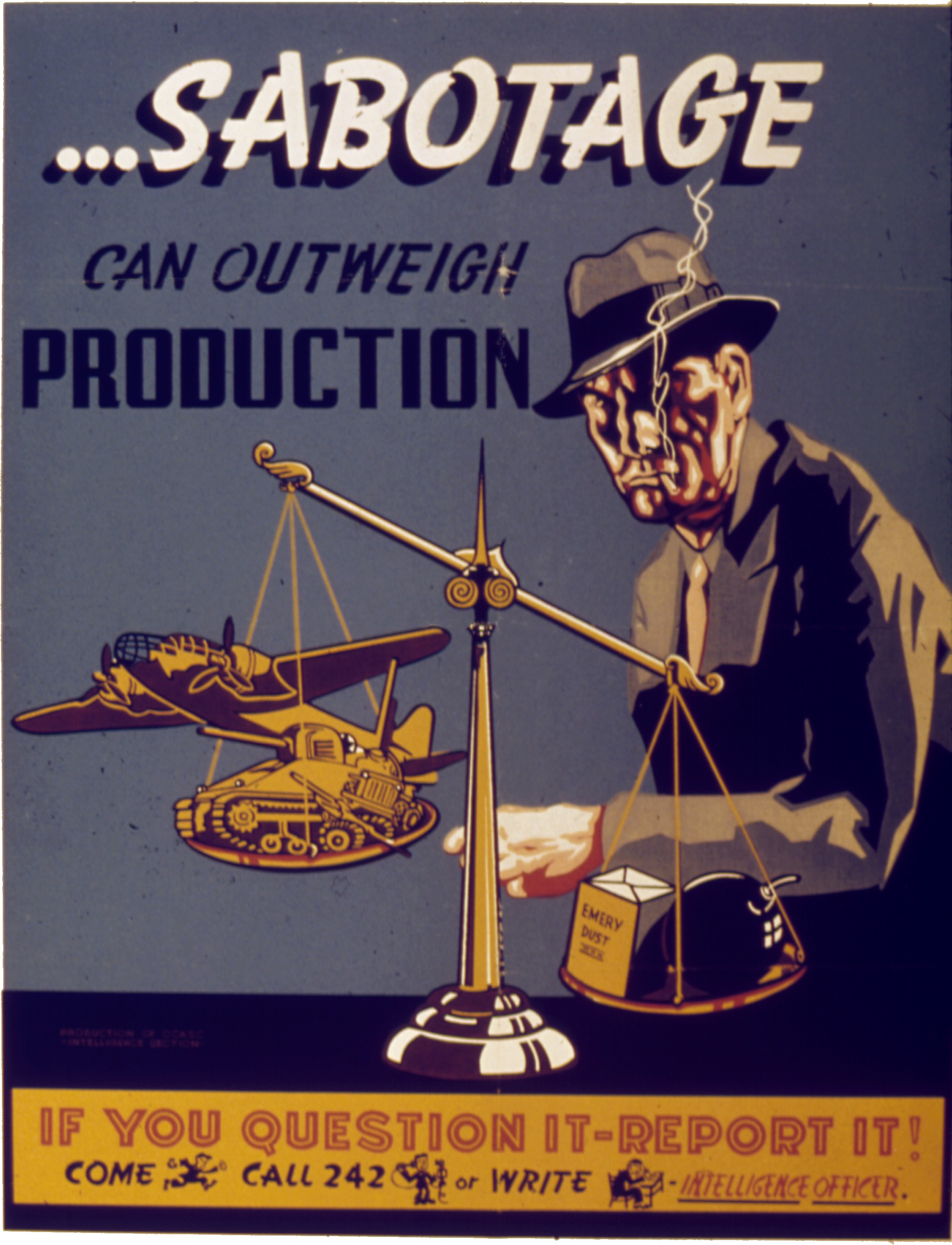
美国在二战期间的一张海报，提醒人们当怀疑有潜在的破坏行动时应当采取怎样的行动。

破坏行动（英語：Sabotage）指的是通过故意颠覆、阻挠、扰乱、毁坏等方式，破坏政体、尝试及公司正常运作的行为。在工作中，“破坏行动”一般指刻意降低工作效率，以改变工作环境。鉴于破坏行动一般会受到惩罚，破坏者通常会隐匿自己的身份。
任何无法解释的反对行动都可能是破坏行动。有的时候“破坏行动”被称为“篡改”、“干扰”、“恶性恶作剧”、“恶意黑客攻击”等，以防将事件扩大化、走不必要的法律程序之类后果。

## 工业破坏
在工业革命初期，像卢德分子这样的熟练工人经常使用破坏行动作为劳资争议谈判的一种手段。
世界产业工人（IWW）等工会曾提倡将破坏作为自我防卫和直接行动的一种方式，以对抗不公平的工作条件。对于世界产业工人（IWW）来说，破坏行动的含义包含了本词最初的用法：任何降低效率的行为，包括怠工、罢工、严格按照规定工作，或故意搞砸工作任务。
工业破坏中一个最严重的例子发生在1974年加拿大魁北克的罗伯特-布拉萨发电站的施工现场。当时，工人使用推土机推倒了发电机，损坏了燃料罐，并纵火焚烧了建筑物。项目因此延迟了一年，直接损失约为200万加元。事件的原因尚不明确，但有三个可能的因素被提及：工会竞争、恶劣的工作条件，以及承包商比奇特尔公司美国高管的傲慢态度。

## 战时破坏
在战时，破坏行动用于描述与交战双方的军队无关的个人或团体的活动，例如外国特工或当地支持者，特别是当这些行动导致生产性或关键设施（如设备、工厂、大坝、公共设施、仓储设施或后勤线路）被破坏或损坏时。此类破坏活动的典型例子包括黑汤姆爆炸事件和金士兰大爆炸。在敌后以平民装束或敌军制服进行军事行动的破坏者会被视为间谍行为，而不是战俘，因此会面临起诉和刑事处罚。
精心策划的破坏活动本质上很难被发现，也很难追踪到其来源。在第二次世界大战期间，美国联邦调查局（FBI）调查了19,649起破坏事件，并得出结论，敌方并未导致其中任何一起。

## 另見
- 盧德運動

1. ↑  Leier, Mark; Carlson, Peter. . Labour / Le Travail. 1987, 19. ISSN 0700-3862. doi:10.2307/25142791.
2. ↑  Rinehart, J.W. . Canadian Social Problems Series. Academic Press Canada. 1975: 78-79. ISBN 0-7747-3029-3.
3. ↑  Wilbur, Redington Miller. . SAGE Publications. 2013: 186. ISBN 978-0-7618-6137-9.
4. ↑  Marrin, Albert. . New York: Atheneum. 1985. ISBN 978-0-689-31165-9. 缺少或|title=为空 (帮助)